# 중동전기공업고등학교
중동전기공업고등학교는 서울특별시 종로구에 있었던 사립 고등학교이다.

## 연혁
- 1940년 3월 31일 : 개교
- 1976년 3월 1일 : 수송전기공업고등학교에서 중동전기공업고등학교로 교명 변경
- 1978년 3월 1일 : 폐교

## 같이 보기
- 대원고등학교 (서울) - 중동전기공업고등학교의 후신 학교